# Jean Lavallé
Jean Lavallé (1820 - 1880) was de auteur van Histoire et Statistique de la Vigne des Grands Vins de la Côte d’Or, een invloedrijk werk uit 1855 over de wijnbouw in de Bourgogne.

## Biografische gegevens
Lavallé was doctor in de geneeskunde en in de natuurwetenschappen. Hij was docent aan de medische opleidingsschool van Dijon en directeur van de plantentuin in deze stad. 
Hij was tevens redacteur van de Revue agricole de Dijon, lid van de Société géologique de France en van de Comité central d'agriculture de la Côte d'Or.
Hij heeft botanische werken geschreven, was lid van de gemeenteraad van Dijon en was mogelijk parlementslid tijdens het Tweede Franse Keizerrijk. Al zijn werken zijn tot stand gekomen binnen de periode van dit keizerrijk.

## Publicaties
- Traité pratique des champignons comestibles, Paris - Dijon, 1852
- Catalogue général des plantes cultivées au jardin botanique de la ville de Dijon, Dijon, 1854.
- Histoire et Statistique de la Vigne des Grands Vins de la Côte d'Or, avec le concours de MM. Joseph Garnier, Delarue et d'un grand nombre de propriétaires et vignerons, Paris - Dijon - Gray, Dusacq - Picart - Joeger, 1855. Met als afzonderlijke bijlage een atlas en topografische kaarten.